# Gabriel Anton

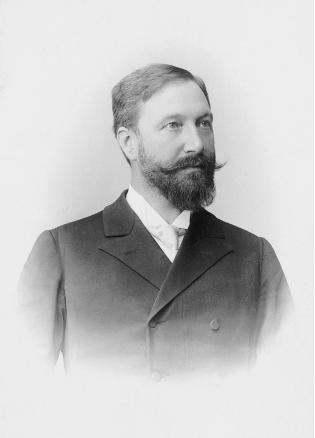
Gabriel Anton, um 1890

Gabriel Rudolf Anton (* 28. August 1858 in Saaz in Böhmen; † 3. Januar 1933 in Halle an der Saale) war ein österreichischer Neurologe und Psychiater.

## Lebenslauf
Gabriel Anton wurde als Sohn des Baumeisters Karl Anton und dessen Ehefrau Elisabeth geborene Panhaus geboren. Nach dem Schulbesuch in Saaz und Prag studierte er an den Universitäten in Prag und Wien und wurde 1882 an der Universität Graz zum Dr. med. promoviert. In seiner Studienzeit engagierte sich Anton im deutschnationalen Umfeld. Er arbeitete zunächst als Assistenzarzt unter der Leitung von Arnold Pick an der Irrenanstalt Dobrzan und an der Psychiatrisch-Neurologischen Klinik der Deutschen Universität Prag, bevor er 1887 als Assistent an die Psychiatrische Klinik in Wien wechselte, um bei Theodor Hermann Meynert zu lernen. 1889 habilitierte er sich für Psychiatrie und Neurologie, wurde 1891 als Extraordinarius für Psychiatrie an die Universität Innsbruck berufen und Direktor der dortigen Universitätsklinik. In Innsbruck wurde er Mitglied der schlagenden Studentenverbindung Akademischer Gesangsverein. 1894 wechselte Anton als Ordinarius nach Graz. 1905 übernahm der den Lehrstuhl Carl Wernickes in Halle (Saale) und leitete als Direktor die dortige Universitäts- und Nervenklinik. 1926 wurde er emeritiert.
1906 wurde Anton zum Geheimrat ernannt und erhielt für seine Tätigkeit während des Ersten Weltkrieges als Chef des hallischen Lazarettes für Nervenkranke und beratender Arzt des IV. Armeekorps, das Eiserne Kreuz am weißen Bande und die Rote Kreuz-Medaille (Preußen) III. Klasse. 1909 war er Gründungsmitglied der Internationalen Liga gegen Epilepsie und 1911 wurde er zum Mitglied der Gelehrtenakademie Deutschen Akademie der Naturforscher Leopoldina gewählt.
Antons Tochter Lisette (1907–1977) war mit dem Psychiater Franz Günther von Stockert verheiratet.

## Wissenschaftliche Leistung
Seit 1893 hatte sich Anton intensiv mit der Rolle der Basalganglien bei choreatischen Bewegungsstörungen befasst. Er beschrieb den Fall des 9-jährigen Cassian H. mit Choreoathetose und vermutete als Ursache eine isolierte Veränderung im Striatum. Unter Berücksichtigung der klinischen Symptomatik und des neuropathologischen Befundes nahm er an, dass das komplexe Zusammenwirken der Basalganglien gestört sein musste. Diese Veränderungen wurden später als Status marmoratus bezeichnet. Er schlussfolgerte, dass durch den Wegfall der Bewegungshemmung die notwendige Voraussetzung für einen geordneten Bewegungsablauf fehlte und – aufgrund des Vorliegens einer intakten Pyramidenbahn – das Vorhandensein extrapyramidaler Faserbahnen.
In seinen Arbeiten verband Anton Gehirnpathologie mit Psychologie und inspirierte u. a. seinen Assistenten in Graz, Otto Gross, zu mehreren Arbeiten auf diesem Gebiet. In Halle befasste er sich in den Jahren von 1909 bis 1912 zusammen mit seinem Assistenten Paul Schilder (1886–1940) intensiv mit choreatischen (Chorea = regellose, asymmetrische, plötzlich einschießende, kurzdauernde, distal betonte, unwillkürliche Bewegungen der Extremitäten bezeichnet, im Gesicht können zusätzlich Grimassieren und Schmatzen auftreten) und athetoiden (Athetose = unwillkürliche wurmförmige, langsame Bewegungen, vorwiegend distal an den Extremitäten) Bewegungsstörungen. In Halle trug Anton im Wintersemester 1914/15 über Eugenik, Vorbeugung der Entartung vor. Halle war zu dieser Zeit eines der Zentren, in denen sich die rassenhygienischen Theorien bis in die 1920er Jahre entfalteten.
Nach Anton wurde das Anton-Syndrom (syn. visuelle Anosognosie: das Nichtwahrnehmen der eigenen Blindheit nach komplettem Ausfall der Sehrinde), sowie das Anton-Babinski-Syndrom (syn. Hemineglect: die halbseitige Störung der Aufmerksamkeit des eigenen Körpers und seiner Ausfälle bei Scheitel- u. Schläfenhirnläsion der rechten Gehirnhälfte) benannt. Schließlich entwickelte er eine Operationsmethode zur Behandlung des Hydrozephalus (sog. „Anton-von-Bramann-Balkenstich“).

## Schriften (Auswahl)
- Über angeborene Erkrankungen des Centralnervensystems. Hölder, Wien 1890.
- Über die Selbstwahrnehmung der Herderkrankungen durch den Kranken bei Rindenblindheit und Rindentaubheit. In: Archiv für Psychiatrie und Nervenkrankheiten. Bd. 32. 1899, S. 86.
- Über den Ausdruck der Gemütsbewegung beim gesunden und kranken Menschen. In: Psychiatrische Wochenschrift. Bd. 2. 1900, S. 165–169.
- Über geistige Ermüdung der Kinder im gesunden und kranken Zustande. Marhold, Halle 1900.
- mit Hermann Zingerle: Bau, Leistung und Erkrankung des menschlichen Stirnhirnes. I. Theil. Festschrift der Grazer Universität für 1901. Leuschner & Lubensky, Graz 1902.
- Forensische Psychiatrie (1906)
- Ärztliches über Sprechen und Denken. Marhold, Halle 1907.
- Vier Vorträge über Entwicklungsstörungen beim Kinde. Berlin 1908.
- Über krankhafte moralische Abartung im Kindesalter und über den Heilwert der Affekte. Marhold, Halle 1910.
- mit Fritz Gustav von Bramann: Balkenstich bei Hydrocephalien, Tumoren und Epilepsie. In: Münchener Medizinische Wochenschrift. Band 55, 1913, S. 1673 ff.
- Behandlung der angeborenen und erworbenen Gehirnkrankheiten mit Hilfe des Balkenstiches. Karger, Berlin 1913.